# Football Club Femminile Flase Cagliari 1982
Questa voce raccoglie le informazioni riguardanti il Football Club Femminile Cagliari nelle competizioni ufficiali della stagione 1982.

## Rosa
Tratta dal bilancio di fine stagione pubblicato a p. 6 di Calciodonne.
| N. |                      | Ruolo | Calciatrice        |
| -- | -------------------- | ----- | ------------------ |
|    | Danimarca (bandiera) | A     | Susanne Augustesen |
|    | Italia (bandiera)    |       | Maurizia Berton    |
| 5  | Italia (bandiera)    | C     | Angela Coda        |
| 11 | Italia (bandiera)    | A     | Giuseppina Contu   |
| 4  | Italia (bandiera)    | D     | Nora Fregona       |
| 10 | Italia (bandiera)    | A     | Bonaria Laconi     |
|    | Italia (bandiera)    |       | Marina Marcon      |
|    | Italia (bandiera)    |       | Annalisa Medda     |
|    | Italia (bandiera)    |       | Annamaria Melas    |
| 8  | Italia (bandiera)    | A     | Laura Pilato       |

| N. |                   | Ruolo | Calciatrice               |
| -- | ----------------- | ----- | ------------------------- |
| 11 | Italia (bandiera) | A     | Lorella Possamai          |
|    | Italia (bandiera) |       | Maria Teresa Pravatto     |
| 4  | Spagna (bandiera) | C     | Concepción Sánchez Freire |
| 6  | Italia (bandiera) | C     | Costantina Sanna          |
| 4  | Italia (bandiera) | C     | Elisabetta Secci          |
| 1  | Italia (bandiera) | P     | Wilma Seghetti            |
| 2  | Italia (bandiera) | D     | Antonietta Serrenti       |
| 11 | Italia (bandiera) | A     | Giovanna Sini             |
|    | Italia (bandiera) |       | Tatti                     |
| 7  | Italia (bandiera) | A     | Anna Vistosu              |

### Statistiche dei giocatori
| Giocatore         | Serie A  | Serie A | Serie A     | Serie A    | Coppa Italia | Coppa Italia | Coppa Italia | Coppa Italia | Totale   | Totale | Totale      | Totale     |
| Giocatore         | Presenze | Reti    | Ammonizioni | Espulsioni | Presenze     | Reti         | Ammonizioni  | Espulsioni   | Presenze | Reti   | Ammonizioni | Espulsioni |
| ----------------- | -------- | ------- | ----------- | ---------- | ------------ | ------------ | ------------ | ------------ | -------- | ------ | ----------- | ---------- |
| S. Augustesen     | 20       | 32      | 0           | 0          | 0            | 0            | 0            | 0            | 20       | 32     | 0           | 0          |
| M. Berton         | 8        | 0       | 0           | 0          | 0            | 0            | 0            | 0            | 8        | 0      | 0           | 0          |
| A. Coda           | 23       | 0       | 0           | 0          | 0            | 0            | 0            | 0            | 23       | 0      | 0           | 0          |
| G. Contu          | 15       | 0       | 0           | 0          | 0            | 0            | 0            | 0            | 15       | 0      | 0           | 0          |
| N. Fregona        | 5        | 0       | 0           | 0          | 0            | 0            | 0            | 0            | 5        | 0      | 0           | 0          |
| B. Laconi         | 22       | 0       | 0           | 0          | 0            | 0            | 0            | 0            | 22       | 0      | 0           | 0          |
| M. Marcon         | 24       | 7       | 0           | 0          | 0            | 0            | 0            | 0            | 24       | 7      | 0           | 0          |
| A. Medda          | 1        | 0       | 0           | 0          | 0            | 0            | 0            | 0            | 1        | 0      | 0           | 0          |
| A. Melas          | 17       | 0       | 0           | 0          | 0            | 0            | 0            | 0            | 17       | 0      | 0           | 0          |
| L. Pilato         | 7        | 0       | 0           | 0          | 0            | 0            | 0            | 0            | 7        | 0      | 0           | 0          |
| L. Possamai       | 22       | 1       | 0           | 0          | 0            | 0            | 0            | 0            | 22       | 1      | 0           | 0          |
| M.T. Pravatto     | 1        | 0       | 0           | 0          | 0            | 0            | 0            | 0            | 1        | 0      | 0           | 0          |
| C. Sánchez Freire | 23       | 7       | 0           | 0          | 0            | 0            | 0            | 0            | 23       | 7      | 0           | 0          |
| C. Sanna          | 24       | 0       | 0           | 0          | 0            | 0            | 0            | 0            | 24       | 0      | 0           | 0          |
| E. Secci          | 22       | 4       | 0           | 0          | 0            | 0            | 0            | 0            | 22       | 4      | 0           | 0          |
| W. Seghetti       | 24       | -23     | 0           | 0          | 0            | 0            | 0            | 0            | 24       | -23    | 0           | 0          |
| A. Serrenti       | 5        | 0       | 0           | 0          | 0            | 0            | 0            | 0            | 5        | 0      | 0           | 0          |
| G. Sini           | 9        | 0       | 0           | 0          | 0            | 0            | 0            | 0            | 9        | 0      | 0           | 0          |
| . Tatti           | 1        | 0       | 0           | 0          | 0            | 0            | 0            | 0            | 1        | 0      | 0           | 0          |
| A. Vistosu        | 18       | 0       | 0           | 0          | 0            | 0            | 0            | 0            | 18       | 0      | 0           | 0          |